# Vindecarea slugii sutașului

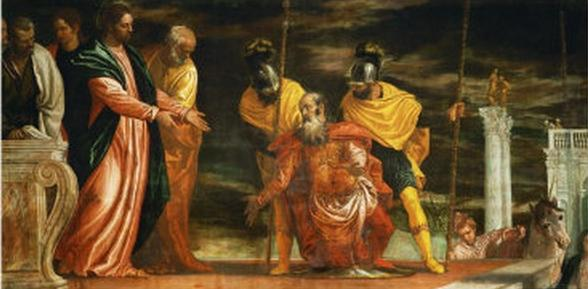
Vindecarea slugii sutașului de Paolo Veronese, sec. al XVI-lea.

Vindecarea slugii sutașului este una din minunile lui Iisus, consemnată în evanghelii. Evanghelia după Matei (8:5-13) și cea după Luca (7:1-10) descriu vindecarea de către Iisus a slugii unui sutaș (centurion) roman din Capernaum. Evanghelia după Ioan (4:46-54) prezintă un caz similar care a avut loc tot la Capernaum, dar precizează că era vorba de fiul unui funcționar regal pe care Iisus l-a vindecat fără să se menționeze dacă Iisus l-a văzut.
În conformitate cu evangheliile, un sutaș roman l-a rugat pe Iisus să-i vindece un slujitor bolnav, care era pe moarte. Iisus s-a oferit să meargă la casa sutașului pentru a realiza vindecarea, dar sutașul a spus că nu este vrednic pentru a-l primi în casa sa pe Iisus, sugerându-i să spună numai un singur cuvânt, iar slujitorul său va fi vindecat. Când Iisus a auzit aceasta, a spus:
„Adevărat grăiesc vouă: la nimeni, în Israel, n-am găsit atâta credință. Și zic vouă că mulți de la răsărit și de la apus vor veni și vor sta la masă cu Avraam, cu Isaac și cu Iacov în împărăția cerurilor. Iar fiii împărăției vor fi aruncați în întunericul cel mai din afară; acolo va fi plângerea și scrâșnirea dinților. (...) Du-te, fie ție după cum ai crezut.”—Evanghelia după Matei
După evanghelii, slujitorul s-a însănătoșit chiar în acel moment.
Autorul John Clowes afirmă că folosirea în text a numelor lui Avraam, Isaac și Iacov se referă la gradele de fericire ale oamenilor care sunt admiși la ospățul divin, în care Avraam semnifică gradul celest, Isaac gradul spiritual și Iacov gradul natural.